# Johann Georg Carl von Hannig

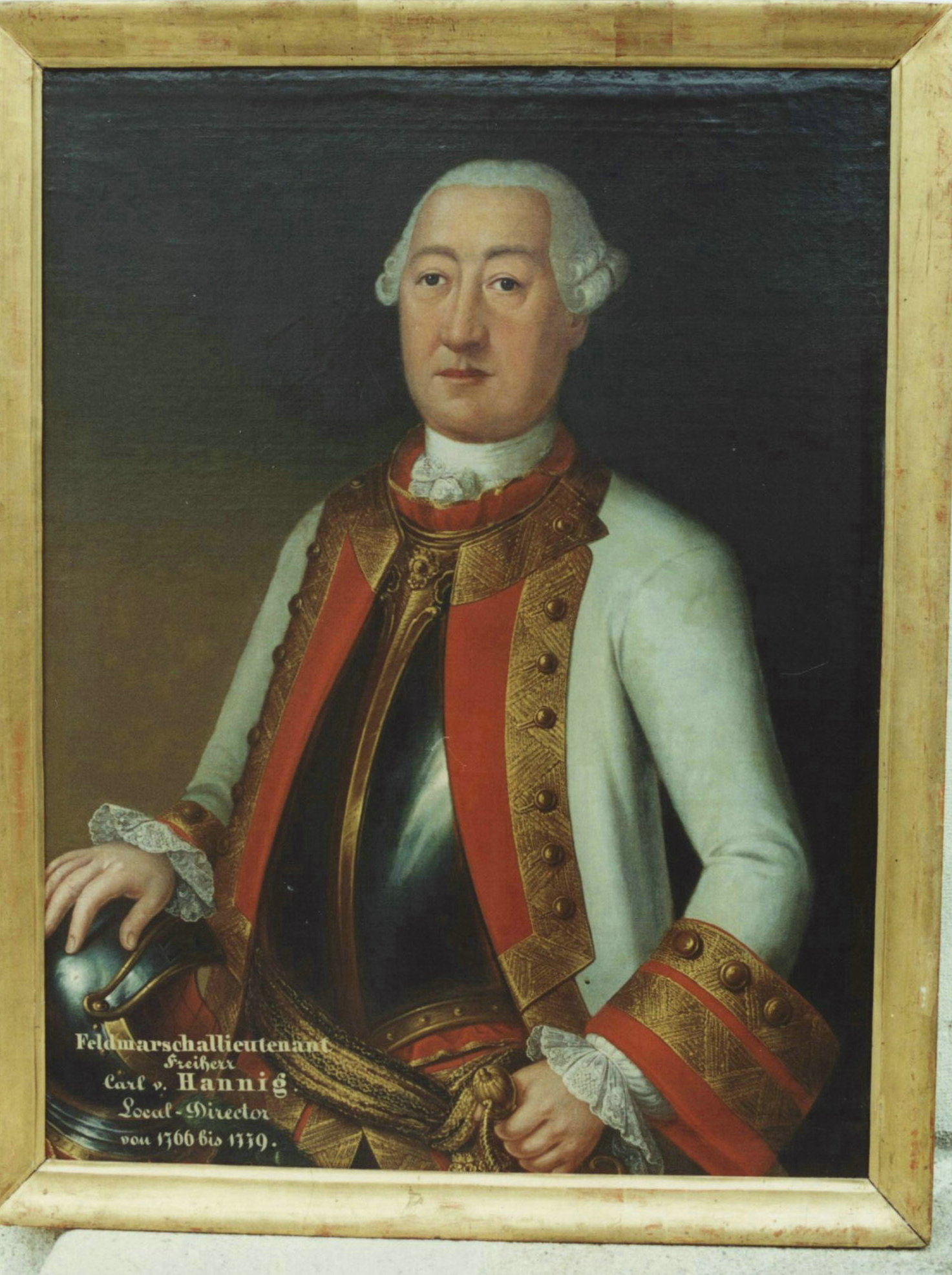
Johann Gerorg Carl Frh. Hannig jako Komendant TAW

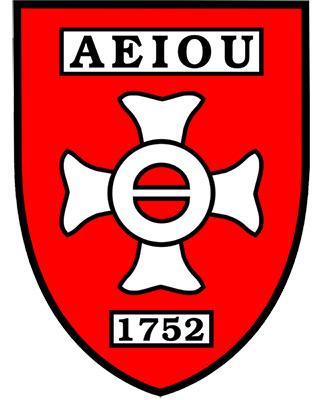
Godło Akademii Wojskowej

Johann Georg Carl von Hannig, od 1758 baron Hannig, (ur. 1709 / 1710 w Nysie, zm. 1784 w Wiedniu) – austriacki feldmarszałek porucznik.

## Pochodzenie
Pochodził z czeskiej linii Hannigów dziedziczącej tytuł władyków, która osiadła na terenach dzisiejszej Saksonii. Podczas wojny trzydziestoletniej w pierwszym najeździe Szwecji na Śląsk i wprowadzeniu reformacji w Saksonii rodzina uciekła na Śląsk „z godnej pochwały katolickiej gorliwości religijnej”.

## Życie prywatne
W 1755 Hannig poślubił Marię Teresę von Demel (ur. 1737 w Villingen; zm. 17 września 1807 w Wiedniu). Para miała dwóch synów:
- Carl (ur. ok. 1756 w Wiedniu; zm. 17 maja 1793 w pobliżu Rülzheim), Rittmeister w Pułku Modeny.
- Georg (ur. nieznany; zm. 13 marca 1834 w Krems an der Donau), Kapitan.

## Kariera wojskowa
W 1725 r. wstąpił do armii cesarskiej i brał udział w VII wojnie austriacko-tureckiej w latach 1737–1739. W 1750 został awansowany na kapitana pułku piechoty Daun. W 1753 Hannig został majorem w Wiedniu. Awans na podpułkownika w Pułku Piechoty Bethlen nastąpił w lutym 1755. Również w 1755 został adiutantem generalnym, następnie 1757 Pułkownikiem i adiutantem feldmarszałka hrabiego Dauna. W 1758 został podniesiony do statusu dziedzicznych baronów z predykatem wysoko urodzonym. W 1761 został adiutantem hrabiego Dauna i awansował na Generała sierżanta polowego i dostał się do rady wojennej. W 1766 Hannig przejął komendanturę Akademii Wojskowej na zamku Wiener Neustadt. Z mocą od 1767 awansowany na feldmarszałka porucznika z predykatem doskonałości.

### Potyczki i bitwy
Według informacji z listu Hanniga do Marii Teresy na przełomie 1758/1759.
- Stara Orsowa, 8 maja 1738, ranny
- Bitwa pod Grotką, 23/24 lipca 1739, ranny
- Pancsova, ranny
- Trautenau
- Jahay
- Braunau
- Bitwa pod Roucoux, 1746
- Bitwa pod Lauffeldt, 1747
- Bitwa pod Kolinem, 1757, ranny
- Bitwa pod Wrocławiem, 1757
- Bitwa pod Leuthen, 1757
- Atak i szturm w Vilshofen
- Oblężenie Pragi, 1741
- Oblężenie Belgradu, 1739
- Oblężenie Nysy, 1741

### Komendant Terezjańskiej Akademii Wojskowej
Terezjańska Akademia Wojskowa została założona 14 grudnia 1751 r. przez Marię Teresę z rozkazu wydanego pierwszemu komendantowi, feldmarszałkowi Leopoldowi Josephowi von Daun: „uczyń ich dobrymi oficerami i prawymi ludźmi”. Jest tym samym najstarszą działającą akademią wojskową na świecie, w całości poświęconą szkoleniu oficerów.